# Xerém (músico)
Pedro de Alcântara Filho, conhecido por Xerém (Baturité, 5 de agosto de 1911 - Rio de Janeiro, 1982) foi um cantor e compositor brasileiro.
Foi o primeiro compositor a utilizar a palavra Forró em uma composição, sendo, por essa razão, considerado por muitos como o pai do forró. 

## Biografia
A partir de 1926 integrou a Troupe de Crianças Pequenas Edson, apresentando-se em circos e teatros pelo Brasil.
Em 1937, já radicado no Rio de Janeiro, compôs Forró na roça com o compositor Manoel Queiroz, componente de seu primeiro disco gravado.
A partir de 1939 passou a fazer parceria com o compositor Bentinho, com o qual gravou algumas de suas composições.
Fez parcerias, também, com De Moraes e Pequeno Edson.
Participou dos filmes:
- Abacaxi azul (1944);
- Fogo na canjica (1947);
- Eu quero é movimento (1949).